# Minturn (Colorado)
Minturn ist eine Stadt im Eagle County, Colorado, USA. Das U.S. Census Bureau hat bei der Volkszählung 2020 eine Einwohnerzahl von 1.033 ermittelt.

## Geografie
Minturn liegt im Südosten des Eagle County am Eagle River zwischen den Ferienorten Vail und Beaver Creek. Die Stadtgrenzen erstrecken sich 3 km nordwestlich entlang der US Route 24 bis zur Interstate 70 an der Ausfahrt 171. Denver liegt 163 km östlich. Die US 24 führt 48 km südwärts über den Tennessee Pass nach Leadville.
Laut dem United States Census Bureau hat die Stadt eine Gesamtfläche von 20,1 km², wovon 19,6 km² Land und 0,5 km² beziehungsweise 2,32 %. Wasser ist.
Minturn ist an drei Seiten vom White River National Forest umgeben, wobei die Holy Cross Wilderness die Südwestseite der Stadt begrenzt. Der Nationalforst bietet Wandern, Radfahren, Wintersport und andere Freizeitmöglichkeiten. Es gibt einen Wintertrainingsplatz aus dem Zweiten Weltkrieg, der jetzt im National Register of Historic Places aufgeführt ist.
Holy Cross City liegt an der nördlichen Ecke der Stadt.
Der Eagle River bietet eine Vielzahl von landschaftlich reizvollen Erholungsmöglichkeiten im Freien. Man kann im Fluss gut schwimmen.

## Geschichte
Die ältesten Familien von Minturn ließen sich Ende des 19. Jahrhunderts am Zusammenfluss des Gore Creek und Eagle River nieder. Einige gründeten Höfe und bewirtschafteten das Land, während andere in den Bergen hoch über der Stadt Silber abbauten. Mit der Ankunft der Denver & Rio Grande Railroad im Jahr 1887 entwickelte sich Minturn schnell zu einem boomenden Knotenpunkt für Transport und Industrie. Um die Jahrhundertwende erhöhte eine wachsende Bevölkerung von Bergbau- und Eisenbahnarbeitern und ihren Familien die Nachfrage nach Geschäften und Dienstleistungen in der Stadt. Als Reaktion darauf wurde Minturn am 15. November 1904 offiziell gegründet.
Minturn hat sich im Laufe der Jahrzehnte an mehrere große Veränderungen in der lokalen Wirtschaft angepasst, darunter die Entwicklung der Skigebiete Vail und Beaver Creek, die Schließung der Gilman-Mine und die Aufgabe der Bahnstrecken durch Minturn. Trotz dieses Wandels vom Alten zum Neuen behielt Minturn seinen Charakter, seine Architektur und seine Lebensqualität.

## Name

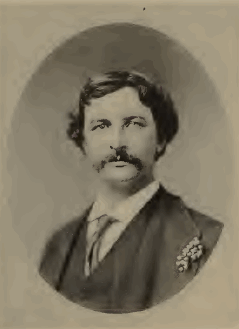
Robert Bowne Minturn, Jr.

Die Stadt ist nach Robert Bowne Minturn, Jr. benannt, der Vizepräsident der Denver und Rio Grande Western Railroad war, die die Stadt gründete.

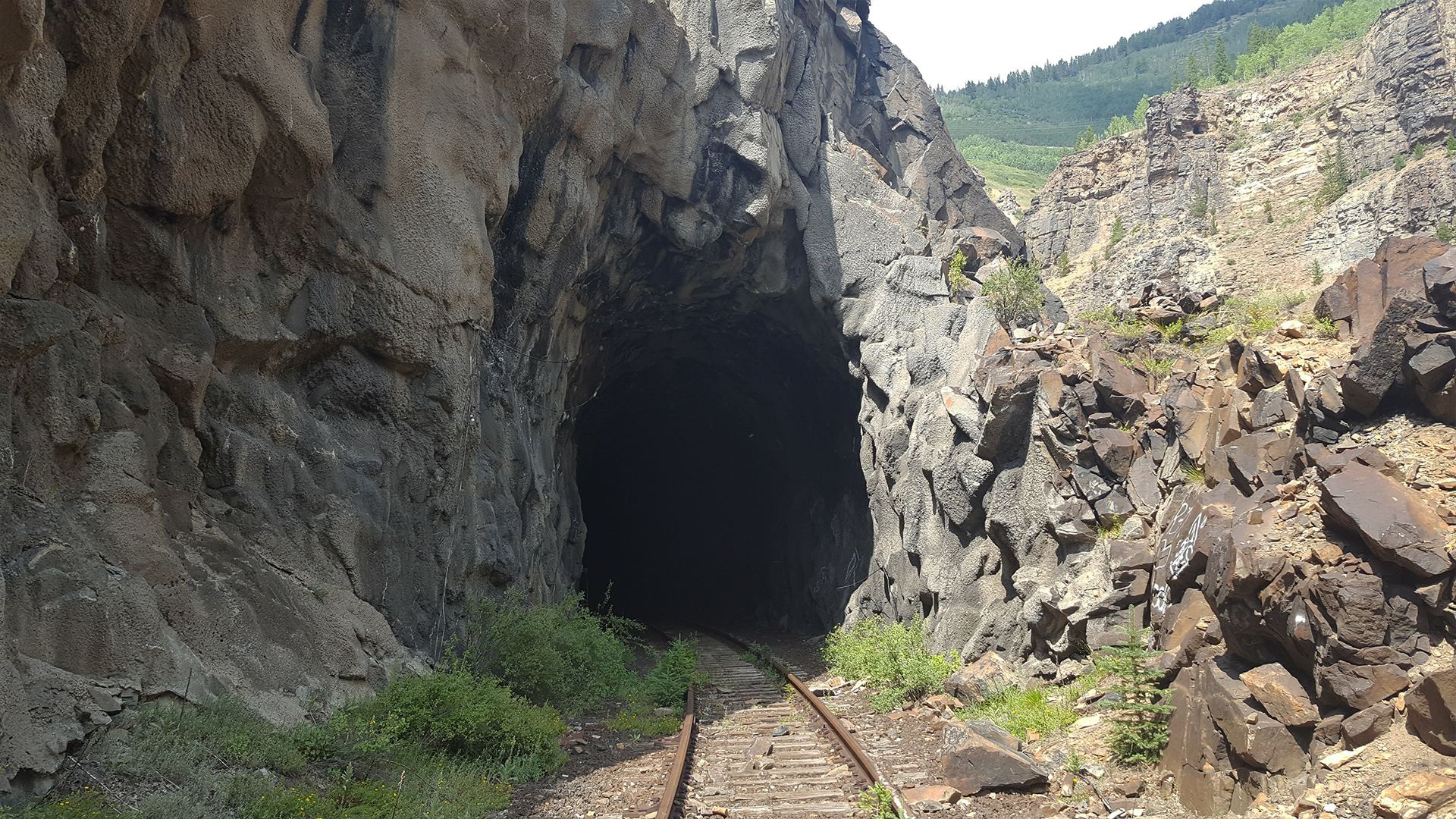
Alter Zugtunnel in Minturn

## Transport
Es gibt eine Busverbindung.
Die Interstate 70 und der US Highway 24 verlaufen durch Minturn.

## Demografie

### Bevölkerungsentwicklung
| Bevölkerungsentwicklung | Bevölkerungsentwicklung | Bevölkerungsentwicklung |
| Jahr                    | Einwohner               | %±                      |
| ----------------------- | ----------------------- | ----------------------- |
| 1910                    | 241                     | —                       |
| 1920                    | 298                     | 23,7 %                  |
| 1930                    | 400                     | 34,2 %                  |
| 1940                    | 596                     | 49,0 %                  |
| 1950                    | 509                     | −14,6 %                 |
| 1960                    | 662                     | 30,1 %                  |
| 1970                    | 706                     | 6,6 %                   |
| 1980                    | 1.060                   | 50,1 %                  |
| 1990                    | 1.066                   | 0,6 %                   |
| 2000                    | 1.068                   | 0,2 %                   |
| 2010                    | 1.027                   | −3,8 %                  |
| 2020                    | 1.033                   | 0,6 %                   |

## Galerie

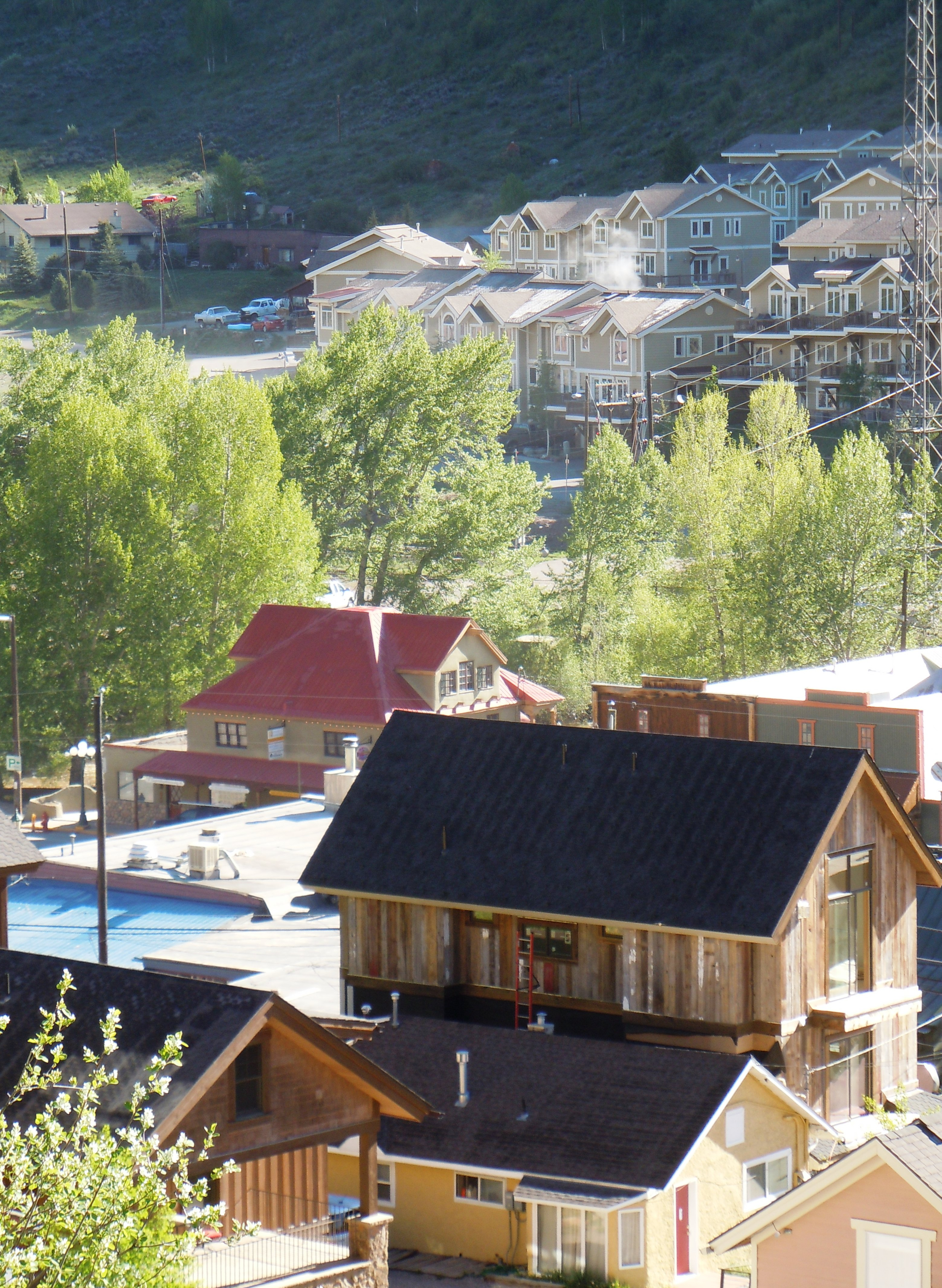
Hotel in Minturn
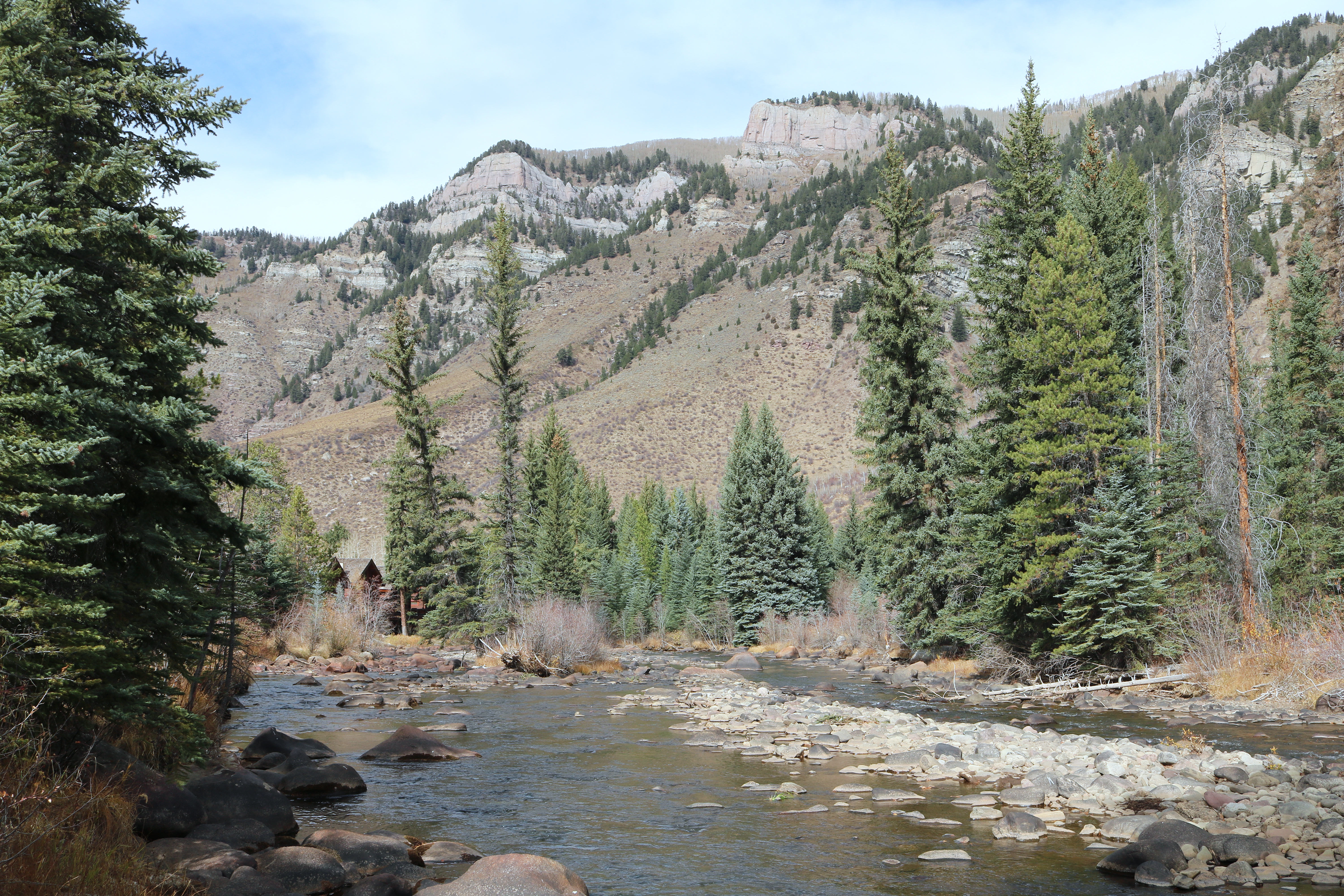
Eagle River in Minturn
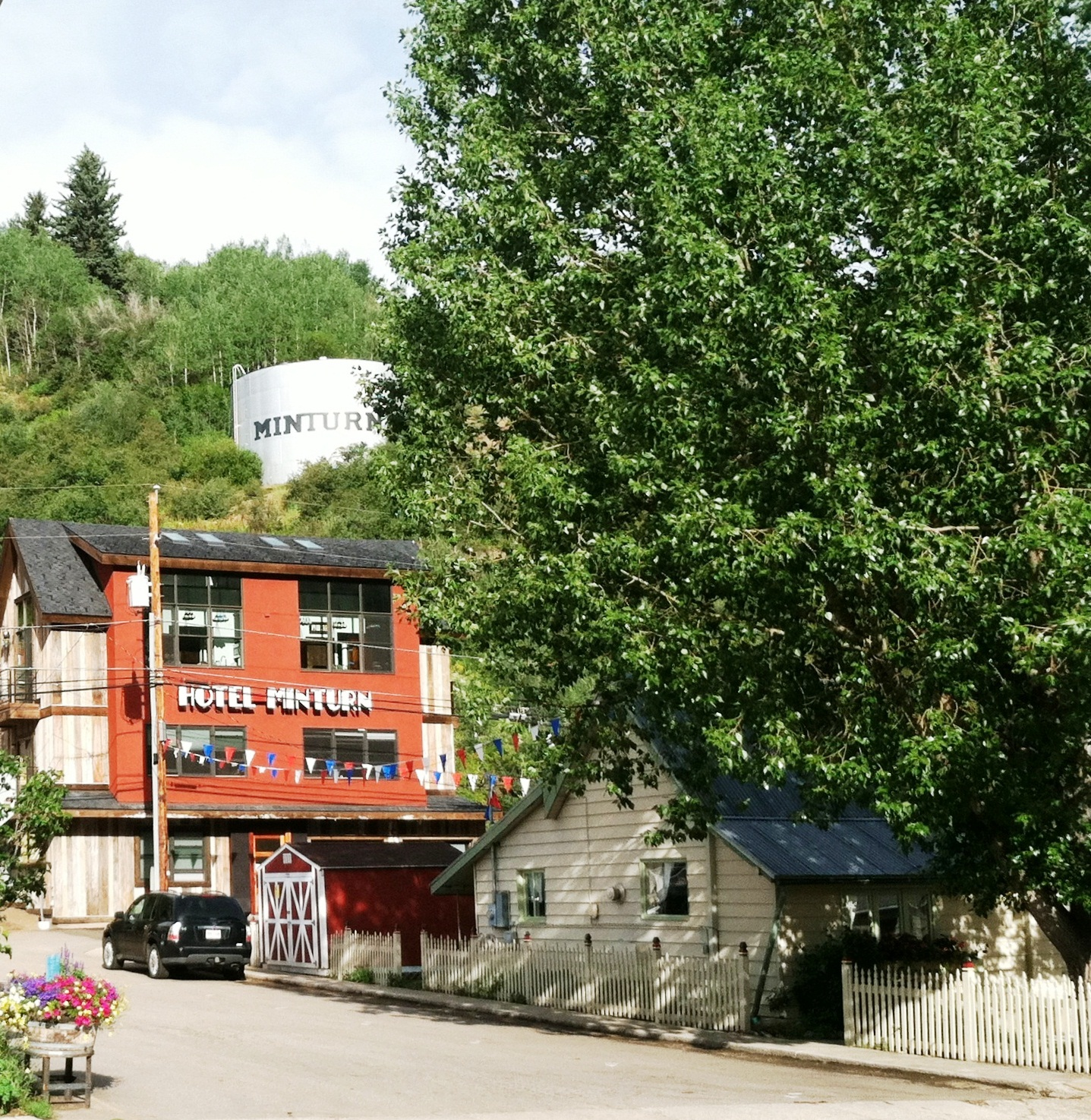
Wasserspeicher
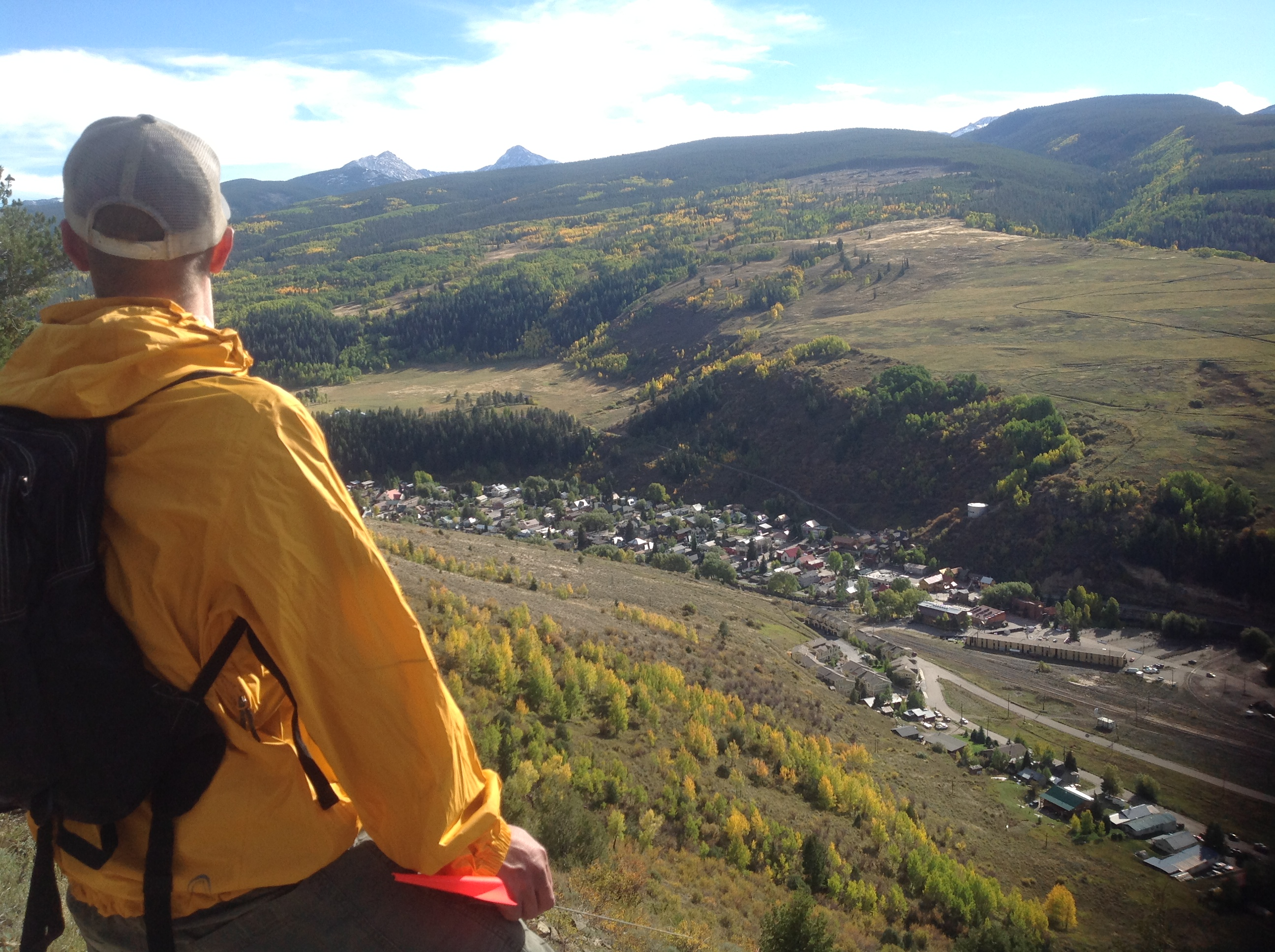
Bergaussicht
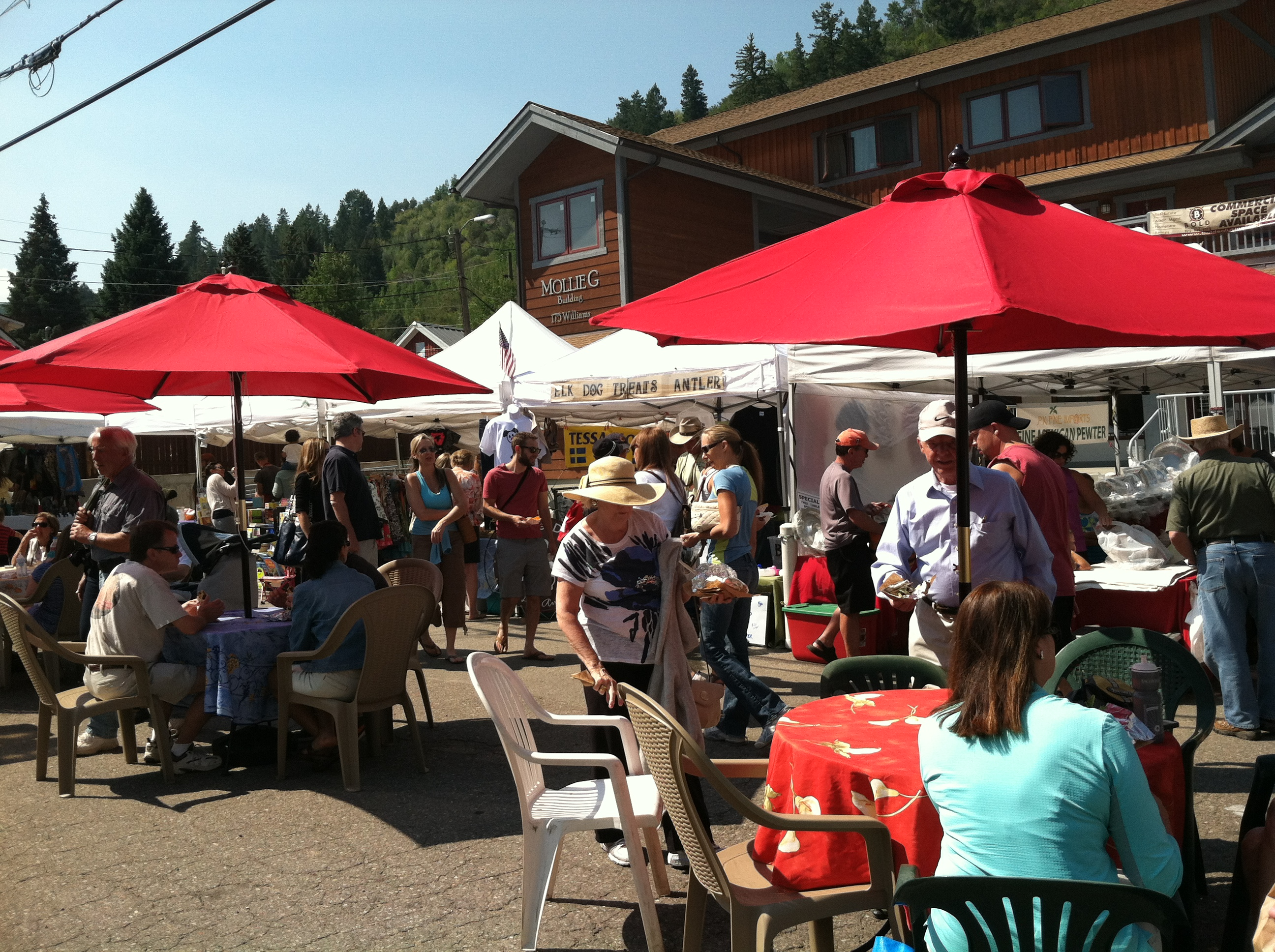
Sommerfest in Minturn
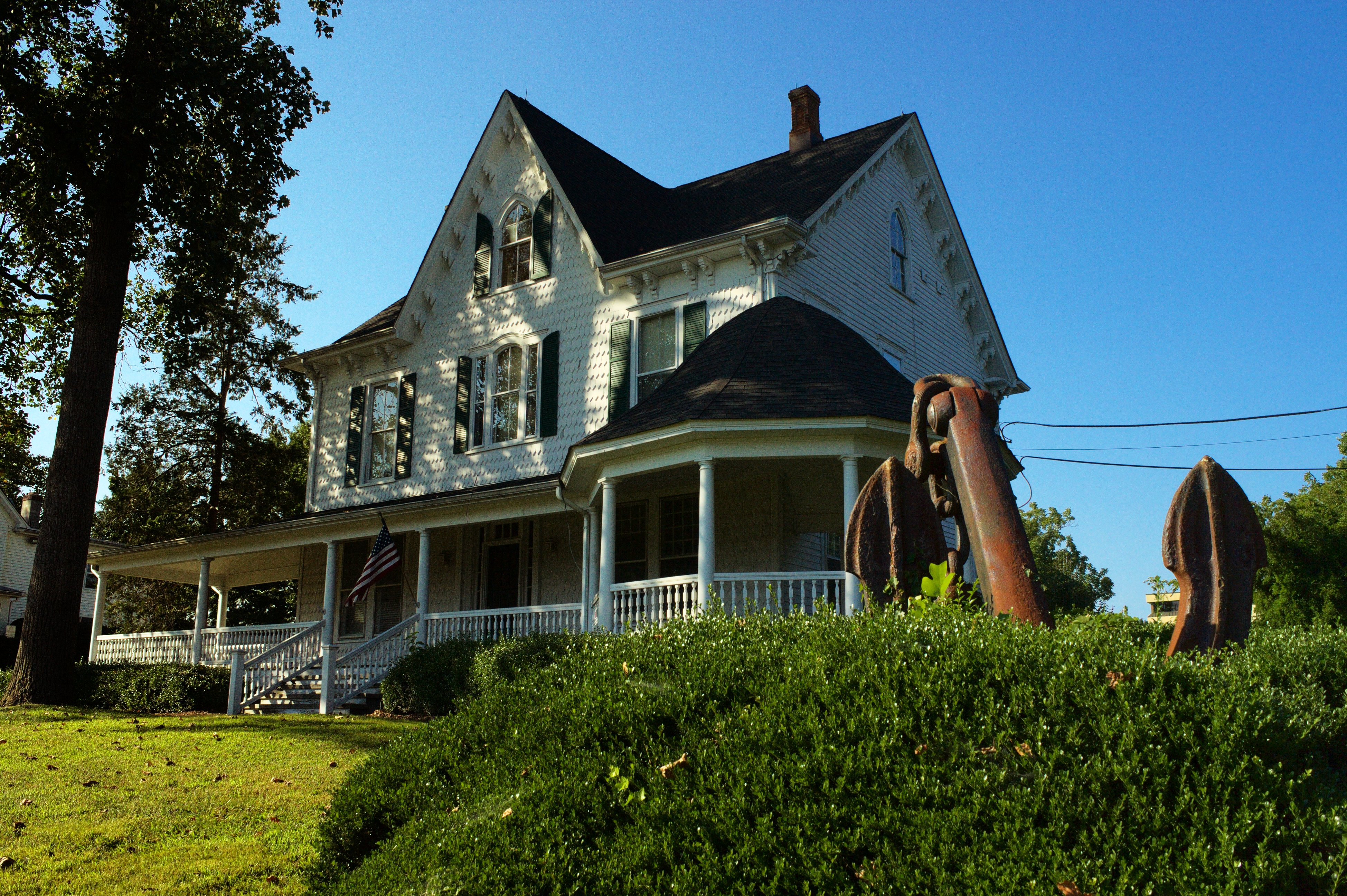
Haus in Minturn